# Помош'є
Помош'є (біл. вёска Памошье) — село в складі Мядельського району Мінської області, Білорусь. Село підпорядковане Сирмезькій сільській раді, розташоване в північній частині області.